# Bilbolbul Festival internazionale di fumetto
Bilbolbul Festival internazionale di fumetto è stato un festival dedicato al fumetto che si è svolto annualmente a Bologna dal 2007 al 2021, organizzato da Hamelin Associazione Culturale. Il nome deriva dall'omonimo personaggio dei fumetti ideato da Attilio Mussino e pubblicato sul Corriere dei Piccoli.
Il Bilbolbul Festival è spesso conosciuto per la sua attenzione al lato più autoriale e sperimentale del fumetto, dedicando solo spazi marginali al fumetto popolare.

## Storia
Si svolgeva annualmente a Bologna, con mostre e incontri effettuati in musei, gallerie, biblioteche, librerie della città; si interessava alla produzione italiana e straniera e alla commistione con i linguaggi visivi. Nell'edizione del 2012 BilBOlbul propose oltre 50 incontri, proiezioni, performance, workshop e laboratori per bambini, accogliendo circa 30.000 spettatori ed oltre 100 autori nei quattro giorni della manifestazione. In quella stessa edizione è stata diffusa «una rivista, Filomena, che ha scandito i giorni del festival offrendo una cronaca degli eventi e provando anche a porsi come osservatorio critico sull’opera degli artisti in mostra». Nell'edizione 2013 furono ospitati Vittorio Giardino, Jason, Enning Wagenbreth, Lorenzo Mattotti, Aisha Franz e il collettivo Tonto Comics.
Nel 2014 un articolo su Nazione Indiana dell'autrice di origine somala Igiaba Scego, pur con un forte apprezzamento della qualità del Festival («Un bel festival! Insieme a quello di Lucca uno dei migliori della penisola. Da lì ci sono passati tutti i "mejo" fumettisti italiani, da gipi a zero calcare per intenderci. Pesi massimi insomma»), criticò la scelta dell'immagine della VII edizione del Festival («un Bilbolbul nero, selvaggio, coloniale») e più in generale la scelta del personaggio nel cui stereotipo «il colonialismo e il suo sistema di potere (che divide il mondo in inferiore e superiore) sono vivi».
Nel 2016, in occasione del decennale, il festival organizza la prima mostra italiana del disegnatore americano Chris Ware. Nel 2017 il festival organizza una mostra dedicata a Lorenzo Mattotti nel 2018 a Benito Jacovitti, nel 2019 a Jack Kirby.
Con un addio speranzoso ("Ci risentirete presto"), il festival ha chiuso nel 2022.

## Organizzazione
Si suddivideva in due sezioni:
- nella prima si focalizzava l'attenzione sull'opera di un maestro del fumetto contemporaneo, ospitato con la mostra principale del festival al Museo Civico Archeologico di Bologna.[11] Magnus (2007), Gianni De Luca (2008), Sergio Toppi (2009), David B. (2010), José Muñoz (2011) tra gli altri.
- nella seconda si mettevano in risalto autori italiani e stranieri, famosi o emergenti, attraverso mostre e incontri: Anke Feuchtenberger, Rutu Modan, Frederik Peeters,[12] Aleksandar Zograf, Davide Toffolo, Christophe Blain, Manuele Fior,[13] Chihoi, Hok Tak Yeung, Paul Hornschemeier, Anders Nilsen, Kevin Huizenga, Gabriella Giandelli, Luis Joos, Stefano Ricci, Olivier Schrauwen, Francesco Tullio Altan, Charles Burns, Thomas Ott, Emmanuel Guibert, Marc Boutavant, Koren Shadmi, Lorenzo Mattotti, Liniers, Paolo Bacilieri.